# Bono
Paul David Hewson (sinh ngày 10 tháng 5 năm 1960), được biết tới nhiều dưới nghệ danh Bono, là nhạc sĩ, ca sĩ, doanh nhân và nhà hoạt động xã hội người Ireland. Ông được biết tới rộng rãi là trưởng nhóm nhạc nổi tiếng tới từ Dublin, U2. Bono sinh ra và lớn lên ở Dublin, theo học tại trường Mount Temple Comprehensive School nơi sau đó ông gặp gỡ người vợ tương lai của mình, Alison Stewart, cùng các thành viên của U2. Bono là người viết tất cả phần ca từ cho ban nhạc, đôi khi sử dụng cả những nguồn tôn giáo, các chủ đề xã hội và chính trị. Trong những năm đầu của U2, ca từ của Bono còn mang nặng tính nổi loạn và tình cảm. Cùng với sự phát triển của ban nhạc, cách viết lời của ông cũng thay đổi theo hướng trải nghiệm cá nhân được chia sẻ cùng các thành viên khác.
Ngoài U2, Bono cũng cộng tác cùng rất nhiều nghệ sĩ khác, làm quản lý và quản lý cộng tác cho Elevation Partners và lập nên khách sạn The Clarence Hotel ở Dublin cùng The Edge. Ông cũng được nhắc tới nhiều khi tổ chức nhiều sự kiện nhân đạo cho châu Phi, trong đó có DATA, EDUN, ONE Campaign và Product Red. Ông cũng từng tổ chức rất nhiều chương trình từ thiện và nhiều trong số đó có ảnh hưởng lớn tới giới chính trị gia. Bono được đánh giá cao trong những hoạt động nhân đạo thực hiện cùng U2. Ông từng được trao tước Hiệp sĩ từ nữ hoàng Elizabeth II, và cùng Bill và Melinda Gates được vinh danh Nhân vật của năm của tạp chí Time vào năm 2005, bên cạnh vô số danh hiệu và đề cử khác. Ngày 17 tháng 7 năm 2013, BBC đưa tin Bono được trao Huân chương Nghệ thuật và Ngôn ngữ từ nước Pháp. Lần hoạt động nổi bật gần đây nhất của Bono là lần góp giọng cho bài hát chính thức của Giải vô địch bóng đá châu Âu 2020 (UEFA Euro 2020) "We Are The People" cùng với The Edge trong nhóm nhạc Ireland U2 và Martin Garrix.